# Ian Harte
Ian Patrick Harte (Drogheda, 31 agosto 1977) è un ex calciatore irlandese, di ruolo difensore.
È primatista di presenze (45) con il Leeds nelle competizioni calcistiche europee.

## Caratteristiche tecniche
Era un terzino prettamente offensivo, mancino che gioca sulla fascia sinistra del campo. Era anche un buon battitore di punizioni.

## Carriera

### Club

#### Leeds United
Harte è entrato a far parte delle giovanili del Leeds Utd nel 1995, proveniente dagli irlandesi dell'Home Farm. Ha giocato nel Leeds per nove stagioni e ne è diventato parte integrante assieme a suo zio Gary Kelly. Occasionalmente, è stato utilizzato come riserva e, dopo l'acquisto di Dominic Matteo, sembrava che Harte potesse diventare una seconda scelta. Invece, Matteo è stato impiegato al centro della difesa, mentre Harte ha conservato il suo posto sulla fascia sinistra. Nella partita contro l'Arsenal nel campionato 2002-2003 ha segnato la seconda rete per la sua squadra su un calcio di punizione: il Leeds ha vinto quella gara per tre a due ed è riuscito ad evitare la retrocessione. Con il Leeds, ha raggiunto le semifinali di Champions League nel 2000-2001.

#### Levante
Nel 2004 è passato al Levante in cambio di undici milioni di sterline.
Ha segnato la prima rete con la nuova maglia nel pareggio per 1-1 contro la Real Sociedad. Ha poi sofferto per un infortunio all'inguine durante il mese di gennaio che gli ha fatto saltare il resto della stagione. Il Levante, alla prima stagione nella Liga dopo quarantuno anni dalla precedente, si è trovato, in un certo momento dell'anno e con Harte in salute, al quinto posto, ma al termine del campionato è retrocesso, a causa di una sconfitta all'ultima giornata contro il Villarreal. Il campionato successivo, in Segunda División Harte ha segnato 9 reti e il club è stato promosso nella Liga. Durante il mese di agosto, l'irlandese si è nuovamente infortunato e, una volta ripresosi a gennaio, non è riuscito a riguadagnarsi il posto in squadra. Comunque, il Levante ha terminato il campionato al quindicesimo posto e ha evitato la retrocessione.
Prima del campionato 2007-2008 il terzino ha rescisso il contratto che lo legava al Levante dodici mesi prima della sua naturale scadenza.

#### Sunderland
Il 29 agosto 2007, dopo un periodo di prova, è stato ufficializzato il suo ingaggio da parte del Sunderland, voluto dal suo ex compagno di Nazionale e ora allenatore Roy Keane. Ha inizialmente firmato un contratto annuale, ma a gennaio 2008 Keane lo ha messo sul mercato. Ha debuttato per il Sunderland nel match disputato contro l'Arsenal, terminato tre a due per i Gunners. Il 4 giugno 2008, assieme ad altri sette calciatori della squadra, è stato rilasciato, dopo solo un anno al Sunderland.
Durante l'estate 2008, ha trascorso un periodo in prova con i Wolverhampton Wanderers, ma ha rifiutato l'offerta di un contratto mese per mese. A settembre, quindi, ha accettato un provino con lo Sheffield United. Ha giocato una partita della squadra riserve tra i Blades e il Newcastle United, vinta dallo Sheffield per 3-0.
Il 22 ottobre 2008, ha iniziato un periodo di prova con il Vålerenga. È arrivato in Norvegia il giorno precedente, nella speranza di impressionare il tecnico Martin Andresen.
Poi Harte è tornato al Leeds, con cui ha giocato una partita a porte chiuse contro il Nottingham Forest, vinta per sei a zero dal Leeds.
Nel mese di novembre ha accettato l'offerta di un provino dal Charlton Athletic, giocando alcuni incontri della squadra della riserve.

#### Blackpool
L'11 dicembre 2008 ha firmato un contratto con il Blackpool, con un accordo rinnovabile mese per mese. Ha debuttato il 29 dicembre, nel match pareggiato per due a due contro i Wolverhampton Wanderers a Bloomfield Road. Il 2 febbraio 2009, ha rescisso il contratto in maniera consensuale con la società.

#### Carlisle United
Harte si è accordato con gli scozzesi del St. Mirren il 5 febbraio 2009, firmando un contratto fino al termine del campionato. Il giorno dopo, però, lo ha risolto.
Il 26 marzo ha accettato un'offerta del Carlisle United, con cui ha firmato fino al termine del campionato. Ha debuttato il 28 marzo, nella sfida pareggiata 1 a 1 contro il Northampton Town. Il 25 aprile 2009 ha segnato il suo primo gol, su punizione, nella partita contro il Cheltenham Town. Il 18 maggio 2009 Harte ha rinnovato il contratto fino all'estate 2011.

#### Reading
Nel 2010 si è trasferito al Reading.

#### Bournemouth e ritiro
Il 29 giugno 2013 è stato prelevato a parametro zero dal Bournemouth. Il 27 agosto 2015 ha annunciato il suo ritiro dal calcio giocato tramite Twitter.

### Nazionale
Harte ha giocato sessantaquattro partite per l'Irlanda, segnando undici reti. Ha debuttato il 2 giugno 1996 nell'amichevole pareggiata per 2-2 contro la Croazia rimpiazzando a inizio ripresa Terry Phelan. Nonostante non fosse titolare al Leeds, è diventato titolare nel corso delle qualificazioni al campionato del mondo 1998.
Comunque, la Nazionale irlandese non è riuscita a qualificarsi per la rassegna mondiale. È stato però protagonista delle qualificazioni al campionato del mondo 2002, disputando tutte le partite. Ha anche segnato quattro reti, durante questi impegni internazionali, inclusa una su rigore contro l'Iran, nei play-off per accedere alla fase finale. Nonostante questo, al Mondiale, un infortunio al piede e la contemporanea esplosione di John O'Shea gli ha limitato lo spazio nella Nazionale.
È stato richiamato in Nazionale il 4 giugno 2005, per la partita casalinga contro Israele e quella in trasferta con le Fær Øer. Harte ha segnato in entrambe le gare. L'ultima sua gara in nazionale risale al 7 febbraio 2007 contro San Marino. Il 6 febbraio 2013 dopo l'ennesima mancata convocazione in nazionale, alla vigilia dell'amichevole Irlanda-Polonia ha definito Giovanni Trapattoni commissario tecnico dell'Irlanda un "clown".

## Statistiche

### Presenze e reti nei club
Statistiche aggiornate al 3 gennaio 2011.
| Stagione               | Club                   | Campionato             | Campionato | Campionato | Coppe nazionali | Coppe nazionali | Coppe nazionali | Coppe continentali | Coppe continentali | Coppe continentali | Supercoppe | Supercoppe | Supercoppe | Totale | Totale |
| Stagione               | Club                   | Comp                   | Pres       | Reti       | Comp            | Pres            | Reti            | Comp               | Pres               | Reti               | Comp       | Pres       | Reti       | Pres   | Reti   |
| ---------------------- | ---------------------- | ---------------------- | ---------- | ---------- | --------------- | --------------- | --------------- | ------------------ | ------------------ | ------------------ | ---------- | ---------- | ---------- | ------ | ------ |
| 1995-1996              | Leeds Utd              | PD                     | 4          | 0          | FA+FLC          | 0               | 0               | -                  | -                  | -                  | -          | -          | -          | 4      | 0      |
| 1996-1997              | Leeds Utd              | PD                     | 14         | 2          | FA+FLC          | 0+3             | 0+1             | -                  | -                  | -                  | -          | -          | -          | 17     | 3      |
| 1997-1998              | Leeds Utd              | PD                     | 12         | 0          | FA+FLC          | 3+0             | 0               | -                  | -                  | -                  | -          | -          | -          | 15     | 0      |
| 1998-1999              | Leeds Utd              | PD                     | 35         | 4          | FA+FLC          | 5+1             | 2+0             | CU                 | 3                  | 0                  | -          | -          | -          | 44     | 6      |
| 1999-2000              | Leeds Utd              | PD                     | 33         | 6          | FA+FLC          | 3+1             | 1+0             | CU                 | 12                 | 1                  | -          | -          | -          | 49     | 8      |
| 2000-2001              | Leeds Utd              | PD                     | 29         | 7          | FA+FLC          | 1+2             | 0               | CL                 | 17                 | 4                  | -          | -          | -          | 49     | 11     |
| 2001-2002              | Leeds Utd              | PD                     | 36         | 5          | FA+FLC          | 1+1             | 0               | CU                 | 8                  | 1                  | -          | -          | -          | 46     | 6      |
| 2002-2003              | Leeds Utd              | PD                     | 27         | 3          | FA+FLC          | 3+1             | 0               | CU                 | 5                  | 0                  | -          | -          | -          | 36     | 3      |
| 2003-2004              | Leeds Utd              | PD                     | 23         | 1          | FA+FLC          | 1+1             | 0               | -                  | -                  | -                  | -          | -          | -          | 25     | 1      |
| Totale Leeds United    | Totale Leeds United    | Totale Leeds United    | 213        | 28         |                 | 27              | 4               |                    | 45                 | 6                  |            | -          | -          | 285    | 38     |
| 2004-2005              | Levante                | Liga                   | 24         | 1          | -               | -               | -               | -                  | -                  | -                  | -          | -          | -          | 24     | 1      |
| 2005-2006              | Levante                | SD                     | 36         | 9          | -               | -               | -               | -                  | -                  | -                  | -          | -          | -          | 36     | 9      |
| 2006-2007              | Levante                | Liga                   | 6          | 0          | -               | -               | -               | -                  | -                  | -                  | -          | -          | -          | 6      | 0      |
| Totale Levante         | Totale Levante         | Totale Levante         | 66         | 10         |                 | -               | -               |                    | -                  | -                  |            | -          | -          | 66     | 10     |
| 2007-2008              | Sunderland             | PD                     | 8          | 0          | FA+FLC          | 0               | 0               | -                  | -                  | -                  | -          | -          | -          | 8      | 0      |
| 2008-2009              | Blackpool              | FLC                    | 4          | 0          | FA+FLC          | 0               | 0               | -                  | -                  | -                  | -          | -          | -          | 4      | 0      |
| 2008-2009              | Carlisle United        | FLO                    | 3          | 1          | -               | -               | -               | -                  | -                  | -                  | -          | -          | -          | 3      | 1      |
| 2009-2010              | Carlisle United        | FLO                    | 45         | 16         | FA+FLC          | 4+3             | 1+1             | -                  | -                  | -                  | -          | -          | -          | 52     | 18     |
| 2010-2011              | Carlisle United        | FLO                    | 4          | 2          | FA+FLC          | 0+1             | 0               | -                  | -                  | -                  | -          | -          | -          | 5      | 2      |
| Totale Carlisle United | Totale Carlisle United | Totale Carlisle United | 52         | 19         |                 | 8               | 2               |                    | -                  | -                  |            | -          | -          | 60     | 21     |
| 2010-2011              | Reading                | FLC                    | 30         | 8          | FA+FLC          | 0               | 0               | -                  | -                  | -                  | -          | -          | -          | 30     | 8      |
| Totale                 | Totale                 | Totale                 | 372        | 65         |                 | ?               | ?               |                    | 45                 | 6                  |            | -          | -          | ?      | ?      |

### Cronologia presenze e reti in Nazionale
| Cronologia completa delle presenze e delle reti in nazionale ― Irlanda | Cronologia completa delle presenze e delle reti in nazionale ― Irlanda | Cronologia completa delle presenze e delle reti in nazionale ― Irlanda | Cronologia completa delle presenze e delle reti in nazionale ― Irlanda | Cronologia completa delle presenze e delle reti in nazionale ― Irlanda | Cronologia completa delle presenze e delle reti in nazionale ― Irlanda | Cronologia completa delle presenze e delle reti in nazionale ― Irlanda | Cronologia completa delle presenze e delle reti in nazionale ― Irlanda |
| Data                                                                   | Città                                                                  | In casa                                                                | Risultato                                                              | Ospiti                                                                 | Competizione                                                           | Reti                                                                   | Note                                                                   |
| ---------------------------------------------------------------------- | ---------------------------------------------------------------------- | ---------------------------------------------------------------------- | ---------------------------------------------------------------------- | ---------------------------------------------------------------------- | ---------------------------------------------------------------------- | ---------------------------------------------------------------------- | ---------------------------------------------------------------------- |
| 2-6-1996                                                               | Dublino                                                                | Irlanda                                                                | 2 – 2                                                                  | Croazia                                                                | Amichevole                                                             | -                                                                      | 76’                                                                    |
| 4-6-1996                                                               | Rotterdam                                                              | Paesi Bassi                                                            | 3 – 1                                                                  | Irlanda                                                                | Amichevole                                                             | -                                                                      |                                                                        |
| 12-6-1996                                                              | East Rutherford                                                        | Messico                                                                | 2 – 2                                                                  | Irlanda                                                                | Amichevole                                                             | -                                                                      |                                                                        |
| 15-6-1996                                                              | East Rutherford                                                        | Bolivia                                                                | 0 – 3                                                                  | Irlanda                                                                | Amichevole                                                             | 1                                                                      |                                                                        |
| 31-8-1996                                                              | Eschen                                                                 | Liechtenstein                                                          | 0 – 5                                                                  | Irlanda                                                                | Qual. Mondiali 1998                                                    | 1                                                                      |                                                                        |
| 9-10-1996                                                              | Dublino                                                                | Irlanda                                                                | 3 – 0                                                                  | Macedonia                                                              | Qual. Mondiali 1998                                                    | -                                                                      | 29’ 86’                                                                |
| 10-11-1996                                                             | Dublino                                                                | Irlanda                                                                | 0 – 0                                                                  | Islanda                                                                | Qual. Mondiali 1998                                                    | -                                                                      | 64’                                                                    |
| 11-2-1997                                                              | Cardiff                                                                | Galles                                                                 | 0 – 0                                                                  | Irlanda                                                                | Amichevole                                                             | -                                                                      |                                                                        |
| 2-4-1997                                                               | Skopje                                                                 | Macedonia                                                              | 3 – 2                                                                  | Irlanda                                                                | Qual. Mondiali 1998                                                    | -                                                                      | 57’                                                                    |
| 30-4-1997                                                              | Bucarest                                                               | Romania                                                                | 1 – 0                                                                  | Irlanda                                                                | Qual. Mondiali 1998                                                    | -                                                                      | 76’                                                                    |
| 21-5-1997                                                              | Dublino                                                                | Irlanda                                                                | 5 – 0                                                                  | Liechtenstein                                                          | Qual. Mondiali 1998                                                    | -                                                                      |                                                                        |
| 20-8-1997                                                              | Dublino                                                                | Irlanda                                                                | 0 – 0                                                                  | Lituania                                                               | Qual. Mondiali 1998                                                    | -                                                                      |                                                                        |
| 6-9-1997                                                               | Reykjavík                                                              | Islanda                                                                | 2 – 4                                                                  | Irlanda                                                                | Qual. Mondiali 1998                                                    | -                                                                      |                                                                        |
| 10-9-1997                                                              | Vilnius                                                                | Lituania                                                               | 1 – 2                                                                  | Irlanda                                                                | Qual. Mondiali 1998                                                    | -                                                                      |                                                                        |
| 29-10-1997                                                             | Dublino                                                                | Irlanda                                                                | 1 – 1                                                                  | Belgio                                                                 | Qual. Mondiali 1998                                                    | -                                                                      |                                                                        |
| 15-11-1997                                                             | Bruxelles                                                              | Belgio                                                                 | 2 – 1                                                                  | Irlanda                                                                | Qual. Mondiali 1998                                                    | -                                                                      | 45’                                                                    |
| 22-4-1998                                                              | Dublino                                                                | Irlanda                                                                | 0 – 2                                                                  | Argentina                                                              | Amichevole                                                             | -                                                                      | 46’                                                                    |
| 23-5-1998                                                              | Dublino                                                                | Irlanda                                                                | 0 – 0                                                                  | Messico                                                                | Amichevole                                                             | -                                                                      | Ammonizione                                                            |
| 10-2-1999                                                              | Dublino                                                                | Irlanda                                                                | 2 – 0                                                                  | Paraguay                                                               | Amichevole                                                             | -                                                                      | 71’                                                                    |
| 4-9-1999                                                               | Zagabria                                                               | Croazia                                                                | 1 – 0                                                                  | Irlanda                                                                | Qual. Euro 2000                                                        | -                                                                      | 73’                                                                    |
| 8-9-1999                                                               | Ta' Qali                                                               | Malta                                                                  | 2 – 3                                                                  | Irlanda                                                                | Qual. Euro 2000                                                        | -                                                                      | 75’                                                                    |
| 23-2-2000                                                              | Dublino                                                                | Irlanda                                                                | 3 – 2                                                                  | Rep. Ceca                                                              | Amichevole                                                             | 1                                                                      | 45’                                                                    |
| 2-9-2000                                                               | Amsterdam                                                              | Paesi Bassi                                                            | 2 – 2                                                                  | Irlanda                                                                | Qual. Mondiali 2002                                                    | -                                                                      |                                                                        |
| 7-10-2000                                                              | Lisbona                                                                | Portogallo                                                             | 1 – 1                                                                  | Irlanda                                                                | Qual. Mondiali 2002                                                    | -                                                                      |                                                                        |
| 11-10-2000                                                             | Dublino                                                                | Irlanda                                                                | 2 – 0                                                                  | Estonia                                                                | Qual. Mondiali 2002                                                    | -                                                                      |                                                                        |
| 15-11-2000                                                             | Dublino                                                                | Irlanda                                                                | 3 – 0                                                                  | Finlandia                                                              | Amichevole                                                             | -                                                                      | 46’                                                                    |
| 24-3-2001                                                              | Strovolos                                                              | Cipro                                                                  | 0 – 4                                                                  | Irlanda                                                                | Qual. Mondiali 2002                                                    | 1                                                                      |                                                                        |
| 28-3-2001                                                              | Barcellona                                                             | Andorra                                                                | 0 – 3                                                                  | Irlanda                                                                | Qual. Mondiali 2002                                                    | 1                                                                      |                                                                        |
| 25-4-2001                                                              | Dublino                                                                | Irlanda                                                                | 3 – 1                                                                  | Andorra                                                                | Qual. Mondiali 2002                                                    | -                                                                      |                                                                        |
| 2-6-2001                                                               | Dublino                                                                | Irlanda                                                                | 1 – 1                                                                  | Portogallo                                                             | Qual. Mondiali 2002                                                    | -                                                                      |                                                                        |
| 6-6-2001                                                               | Tallinn                                                                | Estonia                                                                | 0 – 2                                                                  | Irlanda                                                                | Qual. Mondiali 2002                                                    | -                                                                      |                                                                        |
| 15-8-2001                                                              | Dublino                                                                | Irlanda                                                                | 2 – 2                                                                  | Croazia                                                                | Amichevole                                                             | -                                                                      | 60’                                                                    |
| 1-9-2001                                                               | Dublino                                                                | Irlanda                                                                | 1 – 0                                                                  | Paesi Bassi                                                            | Qual. Mondiali 2002                                                    | -                                                                      |                                                                        |
| 6-10-2001                                                              | Dublino                                                                | Irlanda                                                                | 4 – 0                                                                  | Cipro                                                                  | Qual. Mondiali 2002                                                    | 1                                                                      |                                                                        |
| 10-11-2001                                                             | Dublino                                                                | Irlanda                                                                | 2 – 0                                                                  | Iran                                                                   | Qual. Mondiali 2002                                                    | 1                                                                      |                                                                        |
| 15-11-2001                                                             | Teheran                                                                | Iran                                                                   | 1 – 0                                                                  | Irlanda                                                                | Qual. Mondiali 2002                                                    | -                                                                      |                                                                        |
| 13-2-2002                                                              | Dublino                                                                | Irlanda                                                                | 2 – 0                                                                  | Russia                                                                 | Qual. Mondiali 2002                                                    | -                                                                      | 73’                                                                    |
| 27-3-2002                                                              | Dublino                                                                | Irlanda                                                                | 3 – 0                                                                  | Danimarca                                                              | Amichevole                                                             | 1                                                                      |                                                                        |
| 17-4-2002                                                              | Dublino                                                                | Irlanda                                                                | 2 – 1                                                                  | Stati Uniti                                                            | Amichevole                                                             | -                                                                      | 46’                                                                    |
| 16-5-2002                                                              | Dublino                                                                | Irlanda                                                                | 1 – 2                                                                  | Nigeria                                                                | Amichevole                                                             | -                                                                      |                                                                        |
| 1-6-2002                                                               | Niigata                                                                | Camerun                                                                | 1 – 1                                                                  | Irlanda                                                                | Mondiali 2002 - 1º turno                                               | -                                                                      | 77’                                                                    |
| 5-6-2002                                                               | Kashima                                                                | Germania                                                               | 1 – 1                                                                  | Irlanda                                                                | Mondiali 2002 - 1º turno                                               | -                                                                      | 74’                                                                    |
| 11-6-2002                                                              | Yokohama                                                               | Arabia Saudita                                                         | 0 – 3                                                                  | Irlanda                                                                | Mondiali 2002 - 1º turno                                               | -                                                                      | 46’                                                                    |
| 16-6-2002                                                              | Suwon                                                                  | Irlanda                                                                | 1 – 1 dts (2 – 3 dtr)                                                  | Spagna                                                                 | Mondiali 2002 - Ottavi di finale                                       | -                                                                      | 82’                                                                    |
| 21-8-2002                                                              | Helsinki                                                               | Finlandia                                                              | 0 – 3                                                                  | Irlanda                                                                | Amichevole                                                             | -                                                                      | 76’                                                                    |
| 7-9-2002                                                               | Mosca                                                                  | Russia                                                                 | 4 – 2                                                                  | Irlanda                                                                | Qual. Euro 2004                                                        | -                                                                      |                                                                        |
| 16-10-2002                                                             | Dublino                                                                | Irlanda                                                                | 1 – 2                                                                  | Svizzera                                                               | Qual. Euro 2004                                                        | 1                                                                      | 87’                                                                    |
| 12-2-2003                                                              | Glasgow                                                                | Scozia                                                                 | 0 – 2                                                                  | Irlanda                                                                | Amichevole                                                             | -                                                                      |                                                                        |
| 30-4-2003                                                              | Dublino                                                                | Irlanda                                                                | 1 – 0                                                                  | Norvegia                                                               | Amichevole                                                             | -                                                                      | 60’                                                                    |
| 19-8-2003                                                              | Dublino                                                                | Irlanda                                                                | 2 – 1                                                                  | Australia                                                              | Amichevole                                                             | -                                                                      | 58’                                                                    |
| 6-9-2003                                                               | Dublino                                                                | Irlanda                                                                | 1 – 1                                                                  | Russia                                                                 | Qual. Euro 2004                                                        | 1                                                                      | 26’                                                                    |
| 9-9-2003                                                               | Dublino                                                                | Irlanda                                                                | 2 – 2                                                                  | Turchia                                                                | Amichevole                                                             | -                                                                      | 90’                                                                    |
| 11-10-2003                                                             | Basilea                                                                | Svizzera                                                               | 2 – 0                                                                  | Irlanda                                                                | Qual. Euro 2004                                                        | -                                                                      | 90+1’                                                                  |
| 18-11-2003                                                             | Dublino                                                                | Irlanda                                                                | 3 – 0                                                                  | Canada                                                                 | Amichevole                                                             | -                                                                      |                                                                        |
| 31-3-2004                                                              | Dublino                                                                | Irlanda                                                                | 2 – 1                                                                  | Rep. Ceca                                                              | Amichevole                                                             | 1                                                                      | 46’                                                                    |
| 28-4-2004                                                              | Bydgoszcz                                                              | Polonia                                                                | 0 – 0                                                                  | Irlanda                                                                | Amichevole                                                             | -                                                                      | 63’                                                                    |
| 4-6-2005                                                               | Dublino                                                                | Irlanda                                                                | 2 – 2                                                                  | Israele                                                                | Qual. Mondiali 2006                                                    | 1                                                                      |                                                                        |
| 8-6-2005                                                               | Tórshavn                                                               | Fær Øer                                                                | 0 – 2                                                                  | Irlanda                                                                | Qual. Mondiali 2006                                                    | 1                                                                      |                                                                        |
| 17-8-2005                                                              | Dublino                                                                | Irlanda                                                                | 1 – 2                                                                  | Italia                                                                 | Amichevole                                                             | -                                                                      | 39’                                                                    |
| 7-9-2005                                                               | Dublino                                                                | Irlanda                                                                | 0 – 1                                                                  | Francia                                                                | Qual. Mondiali 2006                                                    | -                                                                      | 79’                                                                    |
| 12-10-2005                                                             | Dublino                                                                | Irlanda                                                                | 0 – 0                                                                  | Svizzera                                                               | Qual. Mondiali 2006                                                    | -                                                                      |                                                                        |
| 1-3-2006                                                               | Dublino                                                                | Irlanda                                                                | 3 – 0                                                                  | Svezia                                                                 | Amichevole                                                             | -                                                                      | 60’                                                                    |
| 24-5-2006                                                              | Dublino                                                                | Irlanda                                                                | 0 – 1                                                                  | Cile                                                                   | Amichevole                                                             | -                                                                      | 53’                                                                    |
| 7-2-2007                                                               | Serravalle                                                             | San Marino                                                             | 1 – 2                                                                  | Irlanda                                                                | Qual. Euro 2008                                                        | -                                                                      | 74’                                                                    |
| Totale                                                                 |                                                                        | Presenze                                                               | 64                                                                     |                                                                        | Reti                                                                   | 12                                                                     |                                                                        |

## Palmarès

### Club

#### Competizioni nazionali
- Football League Championship: 1

Bournemouth: 2014-2015